# Italia ai Giochi della XXV Olimpiade
L'Italia partecipò ai Giochi della XXV Olimpiade, svoltesi a Barcellona dal 25 luglio al 9 agosto 1992, con una delegazione di 318 atleti.

## Medaglie

### Per discipline
| Sport            | Oro | Argento | Bronzo | Totale |
| ---------------- | --- | ------- | ------ | ------ |
| Ciclismo         | 2   | 1       | 0      | 3      |
| Scherma          | 2   | 1       | 0      | 3      |
| Canoa            | 1   | 0       | 1      | 2      |
| Pallanuoto       | 1   | 0       | 0      | 1      |
| Canottaggio      | 0   | 1       | 1      | 2      |
| Judo             | 0   | 1       | 0      | 1      |
| Lotta            | 0   | 1       | 0      | 1      |
| Nuoto            | 0   | 0       | 2      | 2      |
| Tiro a volo      | 0   | 0       | 2      | 2      |
| Atletica leggera | 0   | 0       | 1      | 1      |
| Pentathlon       | 0   | 0       | 1      | 1      |
| Totale           | 6   | 5       | 8      | 19     |

### Medaglie
| Medaglia | Nome                                                                                       | Sport              | Evento                         |
| -------- | ------------------------------------------------------------------------------------------ | ------------------ | ------------------------------ |
| Oro      | Pierpaolo Ferrazzi                                                                         | Canoa              | K-1 maschile                   |
| Oro      | Fabio Casartelli                                                                           | Ciclismo           | Corsa su strada maschile       |
| Oro      | Giovanni Lombardi                                                                          | Ciclismo           | Corsa a punti maschile         |
| Oro      | Giovanna Trillini                                                                          | Scherma            | Fioretto individuale femminile |
| Oro      | Giovanna Trillini Francesca Bortolozzi Diana Bianchedi Margherita Zalaffi Dorina Vaccaroni | Scherma            | Fioretto a squadre femminile   |
| Oro      | Italia                                                                                     | Pallanuoto         | Torneo maschile                |
| Argento  | Andrea Peron Flavio Anastasia Luca Colombo Gianfranco Contri                               | Ciclismo           | 100 chilometri a squadre       |
| Argento  | Marco Marin                                                                                | Scherma            | Sciabola individuale maschile  |
| Argento  | Emanuela Pierantozzi                                                                       | Judo               | Pesi medi femminili            |
| Argento  | Carmine Abbagnale Giuseppe Abbagnale Giuseppe Di Capua (tim.)                              | Canottaggio        | Due con                        |
| Argento  | Vincenzo Maenza                                                                            | Lotta              | Greco-romana pesi mosca        |
| Bronzo   | Giovanni De Benedictis                                                                     | Atletica leggera   | Marcia 20 km                   |
| Bronzo   | Bruno Dreossi Antonio Rossi                                                                | Canoa              | K2 500 metri                   |
| Bronzo   | Carlo Massullo Roberto Bomprezzi Gianluca Tiberti                                          | Pentathlon moderno | A squadre maschile             |
| Bronzo   | Filippo Soffici Alessandro Corona Gianluca Farina Rossano Galtarossa                       | Canottaggio        | Quattro di coppia              |
| Bronzo   | Marco Venturini                                                                            | Tiro a volo        | Fossa Olimpica                 |
| Bronzo   | Bruno Rossetti                                                                             | Tiro a volo        | Skeet                          |
| Bronzo   | Stefano Battistelli                                                                        | Nuoto              | 200 metri dorso maschili       |
| Bronzo   | Luca Sacchi                                                                                | Nuoto              | 400 metri misti maschili       |

### Plurimedagliati
| Nome              | Sport   | Oro | Argento | Bronzo | Totale |
| ----------------- | ------- | --- | ------- | ------ | ------ |
| Giovanna Trillini | Scherma | 2   | 0       | 0      | 2      |

## Risultati

### Pallacanestro
Femminile
| Rosa | Classifica |
| --- | ---------- |
| V · D · M Nazionale italiana - Pallacanestro ai Giochi della XXV Olimpiade - Torneo femminile 4 Paparazzo · 5 Bastiani · 6 Fullin · 7 Salvemini · 8 Costalunga · 9 Rossi · 10 Arcangeli · 11 Pollini · 12 Stanzani · 13 Todeschini · 14 Tufano · 15 Passaro · All. Franco Novarina | 8°         |
| Nazionale italiana - Pallacanestro ai Giochi della XXV Olimpiade - Torneo femminile |            |
| 4 Paparazzo · 5 Bastiani · 6 Fullin · 7 Salvemini · 8 Costalunga · 9 Rossi · 10 Arcangeli · 11 Pollini · 12 Stanzani · 13 Todeschini · 14 Tufano · 15 Passaro · All. Franco Novarina                                                                                               |            |

### Pallanuoto
| Atleta | Classifica |                   |
| --- | --- | ----------------- |
| V · D · M Nazionale maschile italiana di pallanuoto · Giochi olimpici - Barcellona 1992 1 Attolico · 2 D'Altrui · 3 Bovo · 4 G. Porzio · 5 Campagna · 6 Caldarella · 7 Fiorillo · 8 F. Porzio · 9 Pomilio · 10 Gandolfi · 11 Ferretti · 12 Silipo · 13 Averaimo · CT : Ratko Rudić | Oro |                   |
| Nazionale maschile italiana di pallanuoto · Giochi olimpici - Barcellona 1992 | |                   |
| 1 Attolico · 2 D'Altrui · 3 Bovo · 4 G. Porzio · 5 Campagna · 6 Caldarella · 7 Fiorillo · 8 F. Porzio · 9 Pomilio · 10 Gandolfi · 11 Ferretti · 12 Silipo · 13 Averaimo · CT: Ratko Rudić                                                                                          | 1 Attolico · 2 D'Altrui · 3 Bovo · 4 G. Porzio · 5 Campagna · 6 Caldarella · 7 Fiorillo · 8 F. Porzio · 9 Pomilio · 10 Gandolfi · 11 Ferretti · 12 Silipo · 13 Averaimo · CT: Ratko Rudić | Italia (bandiera) |